# Friedrich Schubel
Friedrich Schubel (* 24. September 1904 in Stettin; † 28. September 1991 in Bad Honnef) war ein deutscher Anglist und Hochschullehrer.

## Leben und Wirken
Der Sohn eines Schuhmachermeisters und Kaufmanns studierte von 1926 bis 1930 Anglistik, Romanistik und Philosophie an den Universitäten Jena, Berlin und Greifswald. An der Universität Greifswald legte er 1930 das erste Staatsexamen für den höheren Schuldienst ab, das zweite folgte 1932. 1930 promovierte er in Greifswald mit einer Arbeit über Romantische Elemente im englischen Roman von 1830-35. Von 1932 bis 1937 war er in Stettin und Misdroy im Schuldienst tätig. Im Jahre 1937 habilitierte er sich an der Universität Greifswald und lehrte dort als Privatdozent, 1943–1945 war er außerplanmäßiger Professor in München.
1933 schloss Schubel sich als Rottenführer der Motor-SS an. Seit 1934 war er außerdem Mitglied in der NSV, seit 1935 im NS-Lehrerbund.
1937 trat Schubel der NSDAP bei. Während des Zweiten Weltkriegs publizierte er im Auftrag der Reichsstudentenführung unter dem Pseudonym Max Friedrich die antibritische Propagandabroschüre Englands Ausbeutung der westindischen Inseln (1940). Danach leistete er Kriegsdienst als Sonderführer (Dolmetscher) in Rumänien und Nordafrika. Von 1945 bis 1948 befand er sich in Kriegsgefangenschaft.
1948 wurde Schubel von der Entnazifizierungskammer in Frankfurt/Main als Mitläufer eingestuft. Von 1949 bis 1957 war er in Köln im Schuldienst tätig. 1957 wurde er ordentlicher Professor für Anglistik an der Universität Mainz, 1962 an der Eberhard Karls Universität Tübingen. Seine Emeritierung erfolgte 1972.
In seinen Veröffentlichungen beschäftigte sich Schubel mit der englischen Literaturgeschichte sowie mit dem Altenglischen. Außerdem verfasste er eine kleine Geschichte der Universität Greifswald.

## Veröffentlichungen (Auswahl)
- Die südenglische Legende von den elftausend Jungfrauen. Klock, Barth i. Pommern 1937 (= Habilitationsschrift Universität Greifswald).
- Das englische Dandytum als Quelle einer Romangattung. In: Studia neophilologica. Band 22, 1950, S. 81–134.
- Dichtwerk und Literaturgeschichte. In: Årsbok. Vetenskaps-Societetens i Lund, Jg. 1950, 1951, S. 49–88.
- Die "fashionable novels". Ein Kapitel zur englischen Kultur- und Romangeschichte (= Essays and studies on English language and literature. Band 12). Lundequistska Bokhandeln, Lund 1952.
- Englische Literaturgeschichte. Drei Bände. de Gruyter, Berlin 1954/1956/1960 (2. neubearb. Aufl. 1967–1972).
- Methodik des Englischunterrichts für höhere Schulen. Diesterweg, Frankfurt/M. 1958 (5. erw. Aufl. 1971, ISBN 3-425-06670-6).
- Thackerays Begriffe ‘gentleman’ und ‘snob’. In: Horst Oppel u. a.: Festschrift für Walther Fischer. Winter, Heidelberg 1959, S. 93–111.
- Universität Greifswald (= Mitteldeutsche Hochschulen. Band 4). Weidlich, Frankfurt/M. 1960.
- Der ags. ‘klagende’ Kuckuck. In: Gero Bauer (Hrsg.): Festschrift für Prof. Dr. Herbert Koziol zum siebzigsten Geburtstag (= Wiener Beiträge zur englischen Philologie. Band 75). Braumüller, Wien 1973, S. 280–296, ISBN 3-7003-0057-3.
- Probleme der Beowulf-Forschung (= Erträge der Forschung. Band 122). Wissenschaftliche Buchgesellschaft, Darmstadt 1979, ISBN 3-534-07372-X.

Festschrift
- Gerhard Müller-Schwefe (Hrsg.): Literatur – Kultur – Gesellschaft in England und Amerika. Aspekte und Forschungsbeiträge. Friedrich Schubel zum 60. Geburtstag. Diesterweg, Frankfurt/M. 1966.